# Robinson R66
O Robinson R66 é um helicóptero leve utilitário e de treinamento para uso civil e militar, desenvolvido e produzido pela Robinson Helicopter Company.

## Desenvolvimento
Anunciado em 2007, o Robinson R66 Turbine é o projeto da Robinson Helicopter Company para ser o primeiro helicóptero que utiliza como motorização uma turbina. Além de expandir sua gama de produtos, o Robinson R66 Turbine foi o primeiro helicóptero a turbina considerado de fácil acesso, devido a sua simplicidade e baixo custo de fabricação. O preço desse helicóptero é considerado baixo quando comparado aos helicópteros dos concorrentes e por isso grande parte dos proprietários de um Robinson R44 acabaram migrando para o Robinson R66 Turbine, buscando maior potência e economia nas operações.
|  |

O Robinson R66 Turbine é um helicóptero de turbina projetado e construído inteiramente pela Robinson Helicopter Company, com capacidade para cinco lugares e um compartimento de carga separado. Sua força vem do motor Rolls-Royce RR300 turboshaft e essa é a única peça que não é fabricada pela Robinson.
O Robinson R66 Turbine, é um pouco mais rápido e mais suave do que seu antecessor o Robinson R44 a partir do qual é derivado. O R66 recebeu os dois certificados (de tipo e de produção) da FAA dos EUA (Federal Aviation Administration) em 25 de outubro de 2010.
O Robinson R66 Turbine mantém muitas das características do projeto Robinson R44, incluindo um sistema de duas pás de rotor, Cíclico do tipo barra em "T", porém com uma configuração maior de cabine. 
O desempenho em maiores altitudes, o quinto assento e o amplo compartimento de bagagem são as características que mais chamam atenção no Robinson R66 Turbine.

## Operadores
A aeronave é operada por particulares e por companhias:
Operadores policiais
O Departamento de Polícia de Fontana na Califórnia recebeu a primeira variante de produção do R66 Policial em outubro de 2012
Operadores de resgate
Um R66 é usado na Colômbia como ambulância pediátrica.
Operadores militares
 Nigéria
A Força Aérea Nigeriana opera dois R66 em Enugu.